# Fomalhaut
Fomalhaut, eller Alfa Piscis Austrini och 24 Piscis Austrini, är den klaraste stjärnan i stjärnbilden Södra fisken (latin: Piscis Austrinus). Den har en skenbar magnitud på 1,16 och är klart synlig för blotta ögat. Baserat på parallaxmätning inom Hipparcosuppdraget på ca 34,0 mas, beräknas den befinna sig på ett avstånd på ca 25 ljusår (ca 7,7 parsek) från solen.

## Nomenklatur
Fomalhaut kommer från det arabiska fum al-ħūt (فم الحوت) och betyder "södra fiskens mun" eller "valens mun". År 2016 organiserade Internationella astronomiska unionen en arbetsgrupp för stjärnnamn (WGSN)med uppgift att katalogisera och standardisera riktiga namn för stjärnor. WGSN:s första bulletin i juli 2016 innehöll en tabell över de första två satserna av namn som fastställts av WGSN, vilken innehöll namnet Fomalhaut för denna stjärna.

## Egenskaper
Fomalhaut är en gul till vit stjärna i huvudserien av spektralklass A3 V. Den har massa som är ca 1,9 gånger större än solens massa, en radie som är ca 1,8 gånger större än solens och utsänder från dess fotosfär ca 17 gånger mera energi än solen vid en effektiv temperatur av ca 8 600 K.

## Stoftskiva

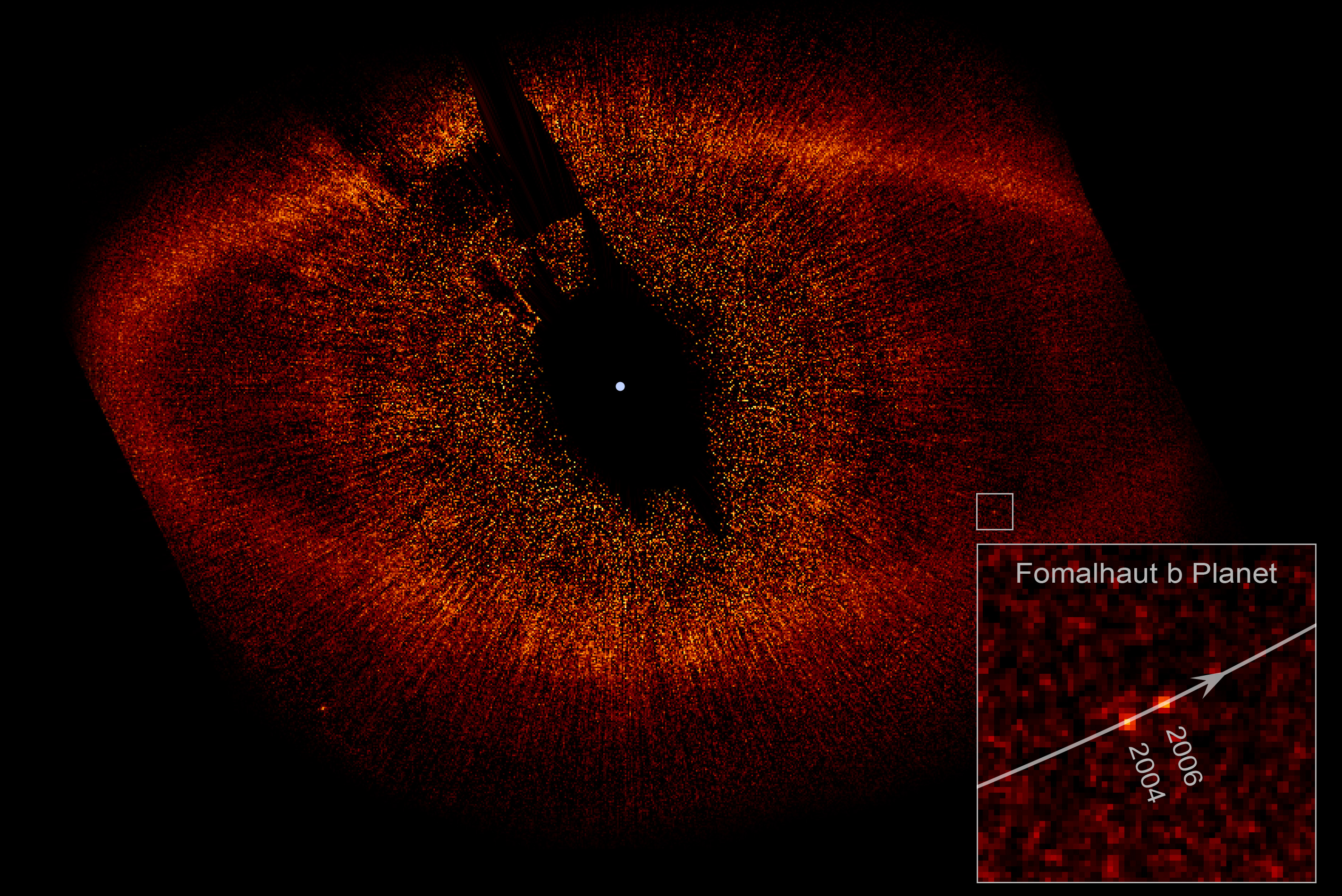
Fragmentskiva runt Fomalhaut. Till höger positionen för planeten Fomalhaut b år 2004 och 2006.

Fomalhaut är omgiven av en cirkumstellär skiva av rymdstoft med torodial form med en mycket skarp inre kant på 133 AE avstånd, med inklination på 24°. Stoftet är fördelat i bälte omkring 25 AE brett. Det geometriska centrumet i skivan ligger ungefär 15 AE ifrån Fomalhaut, vilket pekar på att en färdigbildad planet stör skivan. Man tror inte att skivan är protoplanetarisk, utan att den är en fragmentskiva som sänder ut en ansenlig mängd infraröd strålning. Fomalhauts skiva kallas därför ibland "Fomalhauts kuiperbälte".

## Exoplanet
Fomalhaut b är en känd exoplanet i bana runt Formalhaut. Detta var det första extrasolära banobjektet som kunnat ses med synligt ljus, fångat av Hubbleteleskopet. En planets existens hade tidigare misstänkts genom den skarpa, elliptiska inre kanten på stoftskivan. Massan hos Fomalhaut b, uppskattades vara högst tre gånger Jupiters massa och minst massan av Neptunus. Det finns tecken på att omloppet inte är apsidalt i linje med stoftskivan, vilket kan tyda på att ytterligare planeter kan påverka stoftskivans struktur.